# Stazione di Val di Funes
La stazione di Val di Funes (in tedesco Villnösstal) è una fermata ferroviaria fuori servizio posta sulla linea Brennero-Bolzano. Serviva il comune di Funes (Italia) e l'omonima vallata.

## Storia
La fermata è stata attivata nel 1898, espletando un frequentato servizio passeggeri e merci (nel 1936 fu posta in opera una rampa per consentire di caricare sui convogli il legname tagliato in Val di Funes) fino al 2001, quando venne soppressa e parzialmente demolita.

## Strutture e impianti
La stazione vera e propria era costituita da un piccolo fabbricato viaggiatori interamente eretto in legno (atto ad ospitare biglietteria, sala d'attesa e dirigente movimento), accanto al quale vi erano altri due edifici (ospitanti un posto di blocco e i servizi igienici); tali edifici sono stati demoliti a seguito della soppressione della fermata. Il patrimonio edilizio consta altresì di un casello ferroviario costruito in granito e convertito in abitazione privata.